# Code Saturne

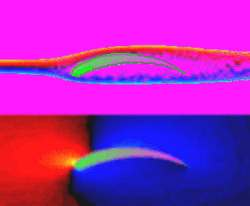
Simulación numérica de un campo de flujo alrededor de un perfil aerodinámico.

Code_Saturne es un código abierto de mecánica de fluidos computacional. Desarrollado desde 1997 por la División de Investigación y Desarrollo de EDF, que fue puesto bajo la GPL de GNU en marzo de 2007.
Sobre la base de un enfoque de volumen finito que acepta mallas, de puntos de integración co-localizados, de cualquier tipo (estructurado en bloques, estructurado, no estructurado, híbrido, conforme, no conforme, ...) y que contienen cualquier tipo de elemento (tetraedro, hexaedro, la pirámide , cualquier poliedro, ...), Code_Saturne permite la modelización de los flujos incompresibles o expandibles, con o sin turbulencia, o transferencia de calor. Cuenta también con módulos especiales disponibles para físicas específicas, tales como transferencia de calor radiante, combustión (gas, carbón pulverizado, fuel oil, ...), magneto hidrodinámica, flujo compresible, flujo multifásico (enfoque de Euler / Lagrange con dos vías de acoplamiento), o extensiones de aplicaciones específicas (por ejemplo, Mercure_Saturne para flujos atmosféricos).
Code_Saturne adicionalmente puede ser acoplado a los códigos SYRTHES de simulaciones térmicas en sólidos. También puede estar asociado con el código Code_Aster de estructuras mecánicas, particularmente a través de la plataforma Salomé. SYRTHES y Code_Aster han sido desarrollados por EDF y se distribuyen bajo licencia GNU GPL.

## Enlace y Enlaces externos
- Web oficial
- CAE Linux : LiveDVD con Code_Saturne

- Datos: Q1760971